# 레벨E
《레벨E》(レベルE, LEVEL E)는 토가시 요시히로 원작의 일본의 만화이다.

## 개요
《주간 소년 점프》 1995년 42호부터 1997년 3·4 합병호까지, 점프로서는 이례적으로 월 1회 연재 방식으로 총 16화를 연재하였다. 작가의 3번째 연재작이며, 단행본은 점프·코믹스 전 3권, 염가판 전2권, 코믹 문고판 전2권 등으로 구성되어 있다. ‘어시스턴트를 쓰지 않고 혼자서 그리면 어떻게 될까’라는 의문에 도전한 작품이기에 월 1회 연재가 되었다.
작가의 출신지인 야마가타현을 무대로 하며, 그 자신의 취미인 오컬트적인 면모가 강한 우주인을 소재로 한 SF 작품이다.
제목은 작가가 당시 보고 있던 영화 《LEVEL 4》에, 외계인의 영어 단어의 머릿글자를 덧붙여서 명명된 것이다. 다만 머릿글자로서 Alien의 A가 아닌 E가 붙은 이유는 작가가 단어를 착각하고 있었기 때문이다. 이후 담당 편집자에게 그것이 지적되자 ‘《E.T.》의 E다’라고 변명했다고 코믹스 《HUNTER×HUNTER》의 코멘트에서 말하고 있다.

## 애니메이션
2010년 10월 23일부터 개최된 《점프 슈퍼 애니메이션 투어 2010》에서 텔레비전 애니메이션화가 발표되었다. 2011년 1월부터 TV 도쿄 등의 방송사를 통해 방영되었다. 대한민국에서는 애니플러스가 일본어 음성에 한국어 자막을 덧씌운 형태로 방영하였다.

### 제작진
- 원작 - 토가시 요시히로
- 감독 - 카토 토시유키
- 시리즈 구성 - 하나다 줏키
- 캐릭터 디자인·총 작화감독 - 타케다 이츠코
- 시각 설정·3D 감독 - 소에지마 야스후미
- 이계인 문명 디자인 - 코바야시 타케히토
- 소품 디자인 - 나카하라 레이
- 미술 설정 - 아오키 카오루
- 미술감독 - 오하마 토시히로
- 색채 설계 - 키타자와 키미코
- 촬영감독 - 이시구로 하루츠구
- 3D 모델링 - 히라 마사토, 코바야시 타케히토
- 편집 - 히로세 키요시
- 음향감독 - 타카쿠와 하지메
- 음향 효과 - 키타하라 마사미(휘즈 사운드)
- 음악 - 양방언
- 기획 - 카와사키 유키오(TV 도쿄), 혼마 미치유키, 콘도 히로시, 히가시야마 아츠시, 후토노 나오히로, 요시카와 마사코
- 프로듀서 - 나라 하츠오(TV 도쿄), 하기노 마사코, 카지타 코지
- 애니메이션 프로듀서 - 와카마츠 고우
- 일정 관리 - 이구치 하레유키
- 애니메이션 제작 - Studio 피에로×david production
- 음향 제작 - 진난 스튜디오
- 제작 - TV 도쿄, Studio 피에로

### 주제가
오프닝 테마 "Cold Finger Girl"(コールドフィンガーガール)
작사·작곡 - 아사이 켄이치 / 편곡 - PONTIACS
노래 - 쿠리야마 치아키
엔딩 테마 〈꿈 ~무한의 저편~〉(夢〜ムゲンノカナタ〜)
작사 - 신(ViViD) / 작곡 - 레노(ViViD) / 편곡 - ViViD, 타쿠미 마사노리
노래 - ViViD
삽입곡 〈원색 전대 컬러레인저의 노래〉(原色戦隊カラーレンジャーのうた)
사용화수 - 제6화, 제7화
제6화 : 왕자 (성우 : 나미카와 다이스케)
제7화 : 원색 전대 컬러레인저